# Withington (Herefordshire)
Withington – wieś w Anglii, w hrabstwie Herefordshire. Leży 7 km na północny wschód od miasta Hereford i 185 km na zachód od Londynu.